# Alternaria rostellata
Alternaria rostellata är en svampart som beskrevs av E.G. Simmons 1996. Alternaria rostellata ingår i släktet Alternaria och familjen Pleosporaceae.   Inga underarter finns listade i Catalogue of Life.